# 다크 앤드 위키드
《다크 앤드 위키드》(The Dark and the Wicked)는 미국에서 제작된 브라이언 버티노 감독의 2020년 공포 영화이다. 마린 아일랜드 등이 주연으로 출연하였다.
이 영화는 판타지아 국제영화제에서 2020년 8월 28일 전 세계 초연되었다. 2020년 11월 6일 RLJE 필름스에 의해 개봉되었다.

## 출연

### 주연
- 마린 아일랜드 : 루이스 역
- 마이클 애봇 주니어 : 마이클 역
- 잰더 버클리 : 프리스트 역

### 조연
- 톰 노윅키 : 찰리 역
- 엘라 밸런타인 : 젊은 처녀 역
- 크리스 더벡 : 장의사 역
- 린 앤드류스 : 간호사 역
- 줄리 P. 올리버-터치스톤 : 어머니 역

## 수상
- 2020년 제24회 판타지아 영화제 수상 관객상 - 베스트 유럽, 아메리카 영화 (동상) : 브라이언 버티노
- 2020년 제19회 트라이베카 필름 페스티벌 후보 심야상영
- 2020년 제54회 시체스영화제 수상 오피셜 판타스틱 - 최고의 여배우 특별언급 (마린 아일랜드), 최우수촬영상 (트리스탄 나비)
- 2020년 제56회 시카고국제영화제 후보 애프터 다크
- 2021년 제28회 제라르메 국제판타스틱영화제 후보 비경쟁부문